# Vickers Warwick
El Vickers Warwick fue un bombardero bimotor británico desarrollado y operado durante la Segunda Guerra Mundial, que se utilizó principalmente en otras funciones. Siguiendo la convención de nomenclatura seguida por otros bombarderos pesados de la RAF de la época, recibió el nombre de una ciudad o pueblo británico, en este caso Warwick. El Warwick fue el avión bimotor británico más grande utilizado durante la Segunda Guerra Mundial.
El Warwick fue diseñado y fabricado por Vickers-Armstrongs a finales de la década de 1930. Su propósito era servir como contraparte de mayor tamaño del bombardero Vickers Wellington. Los dos aviones comparten principios de construcción y diseño similares, pero el desarrollo del Warwick se retrasó por la falta de motores adecuados. Su primer vuelo fue el 13 de agosto de 1939, pero debido a retrasos en su motor previsto y para cuando se dispuso de los motores adecuados, quedó obsoleto.
El Warwick entró en producción durante 1942 y entró en servicio de escuadrón con la Real Fuerza Aérea (RAF). Apenas se construyeron una docena de aviones como bombarderos. El modelo fue utilizado por el Mando de Transporte de la RAF como transporte, y por el Mando Costero de la RAF como avión de rescate aereomarítimo y de reconocimiento marítimo. El Warwick también fue operado por las Fuerzas Aéreas Polacas en el exilio en Gran Bretaña y por la Fuerza Aérea Sudafricana. Un operador civil, la British Overseas Airways Corporation (BOAC), también operó un puñado de aviones de transporte Warwick.

## Diseño y desarrollo

### Orígenes

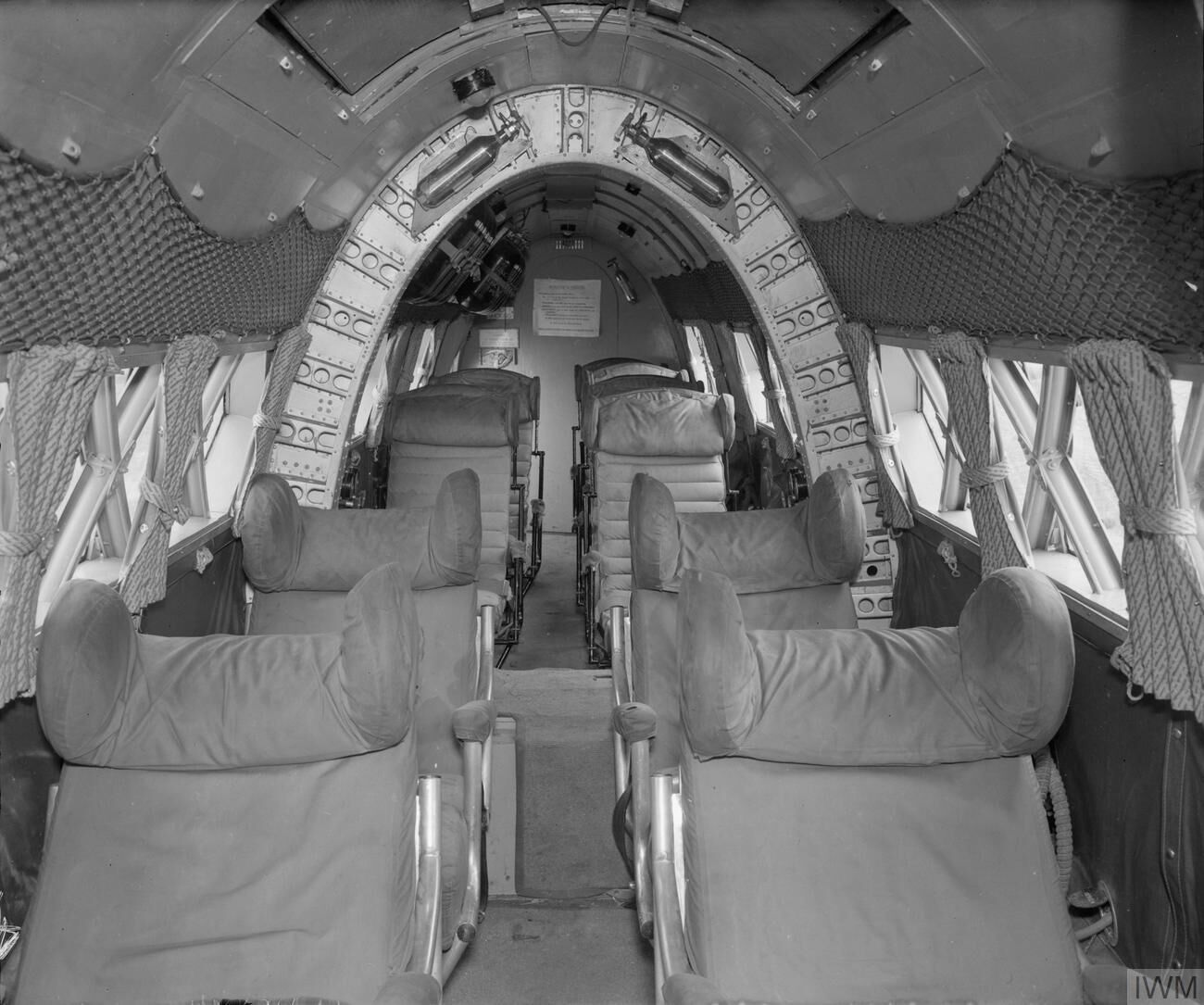
Cabina de la variante de transporte de pasajeros.

En octubre de 1932, el conglomerado industrial británico Vickers-Armstrongs presentó una oferta para cubrir la Especificación B.9/32 del Ministerio del Aire, que solicitaba el desarrollo de un bombardero medio bimotor. A finales de 1934, cuando la compañía ya estaba desarrollando su Type 271 para cubrirla, Vickers recibió un borrador de requerimiento por un bombardero más grande. El proyecto de especificación se convirtió en la Especificación B.1/35 del Ministerio del Aire, que buscaba un bombardero estratégico pesado bimotor. Se pretendía hacer uso de motores más potentes, de 750 kW (1000 hp), que se estaban desarrollando para permitir que el bombardero fuera más rápido y llevara una carga de bombas más pesada que la anterior B.3/34. Entre los requisitos de la Especificación B.1/35 se encontraba una velocidad no inferior a 314 km/h volando a 4600 m (15 000 pies), un alcance de 2400 km llevando 910 kg de bombas, y los motores debían estar equipados con hélices de paso variable.
Fue diseñado en paralelo con el Wellington, más pequeño; ambos aviones derivaban del diseño Vickers Type 271, desarrollado para la Especificación B.9/32. A finales de julio de 1935, el Ministerio del Aire estaba considerando ocho diseños. Entre ellos se encontraba la propuesta de Vickers, el Type 284, propulsado por un par de motores Bristol Hercules, que excedía las especificaciones. Vickers recibió un pedido por un prototipo el 7 de octubre de 1935, mientras que el Ministerio del Aire también ordenó prototipos a Armstrong Whitworth (el AW.39, un desarrollo del Armstrong Whitworth Whitley) y a Handley Page (el HP.55). Estos diseños alternativos fueron cancelados antes de ser construidos, ya que Handley Page y Armstrong Whitworth comenzaron a trabajar en especificaciones más nuevas publicadas para bombarderos medios (P.13/36) y pesados (B.12/36).

### Cambios y rediseños
Como la Especificación B.1/35 iba a ser un complemento más pesado de la Especificación B.9/32, inicialmente se pensó que no sería necesaria una maqueta. El 14 de marzo de 1936, ante los importantes cambios de diseño que se estaban presentando, se autorizó la producción de una maqueta completa. Casi al mismo tiempo, se decidió asignar el número de tipo Vickers 284 al proyecto, mientras que el rediseñado B.9/32 (que se convertiría en el Wellington) se convirtió en el Vickers 285. Como consecuencia de la relajación de las restricciones impuestas por la Conferencia de Desarme de Ginebra de 1932, el peso de los Vickers 284 y 285 se expandió gradualmente, hasta que el 285 se acercó al peso original especificado por la Especificación B.1/35.
Durante 1936, se modificó la Especificación B.1/34 para solicitar que el avión transportara más combustible y una carga de bombas más pesada. Durante enero de 1937, el motor en X refrigerado por líquido Rolls-Royce Vulture fue nombrado motor alternativo del Vickers 284 y fue adoptado a finales de 1938. Posteriormente se determinó que era poco probable que el Vulture, que también había sido diseñado para el rival Avro Manchester, estuviera disponible en cantidades suficientes para el Warwick, además de no ser fiable, y el 2 de julio de 1937 se realizó un pedido de un segundo prototipo por el Ministerio del Aire como seguro contra el fracaso del Vulture.
El segundo prototipo (L9704) fue diseñado para usar el motor Napier Sabre, pero el desarrollo fue lento y se requería con urgencia capacidad de producción para el caza Hawker Typhoon. El L9704 fue equipado en cambio con el motor radial Bristol Centaurus. Otros aspectos de diseño resultaron problemáticos, como las torretas artilladas y las dudas oficiales sobre la estructura geodésica del fuselaje, esta última utilizada en varios diseños anteriores por el diseñador de aviones británico Barnes Wallis.
En febrero de 1939, el desarrollo más allá del par de prototipos se canceló debido a dificultades con el motor Vulture, pero esto se revirtió en enero del año siguiente. A finales de junio de 1939, tras la finalización de una revisión de alto nivel y una actualización de los datos del programa, se reanudaron los trabajos. Aunque Vickers decidió continuar con el proyecto, las dudas oficiales sobre el lento progreso causado por los trabajos en el Wellington y la falta de motores adecuados llevaron a una creciente expectativa oficial de que el diseño sería superado por aviones posteriores.

### En vuelo
El 13 de agosto de 1939, el primer prototipo (matrícula K8178), propulsado por motores Vulture, realizó su primer vuelo desde Brooklands, con el piloto de pruebas Joseph "Mutt" Summers a los controles, pero el vuelo de pruebas solo duró unos minutos debido a un fallo en el varillaje del carburador. El Wellington, más pequeño, había volado tres años antes y ya llevaba 18 meses en producción. Cuando estaba completamente equipado, el peso total calculado del primer prototipo era de 19 133 kg, casi el doble del peso dado por Vickers en su oferta inicial para el diseño. Las pruebas de vuelo con el prototipo revelaron que era lento, tenía poca potencia y era incapaz de mantener la altitud con un solo motor.
El segundo prototipo voló el 5 de abril de 1940 con motores Centaurus e incorporaba mejoras en su diseño, como un elevador rediseñado, para mejorar el manejo. Hubo una mejora clara en el rendimiento y se afirmó que el segundo prototipo era más rápido que un Hawker Hurricane, a ciertas altitudes. Aunque el prototipo propulsado por Centaurus era más prometedor, su desarrollo se encontraba en una etapa temprana. En octubre de 1939, se propuso rediseñarlo como un avión de cuatro motores, con motores Rolls-Royce Merlin XX  o Bristol Hercules HE7SM, pero después de algunos estudios, la idea fue descartada porque reducía el alcance y la carga útil.
Otra propuesta utilizaba el motor radial estadounidense Pratt & Whitney Double Wasp. Las proyecciones de rendimiento mostraban un rendimiento similar al del Wellington con motor Hercules III, pero con una carga útil significativamente mayor, y los motores también estaban disponibles debido a la cancelación de contratos previamente emplazados por los franceses. El segundo prototipo fue adaptado para utilizar los motores R-2800-S14A4-G y voló en julio de 1941. La instalación del Double Wasp era inferior a la del Centaurus, pero fue ordenada de todos modos.
El 3 de enero de 1941 se realizó un pedido de producción inicial de 250 Warwick, que constaba de 150 aviones Mk.I con Double Wasp y 100 Mk.II con Centaurus, cuyas entregas se iniciarían en noviembre de ese año. Fue en este punto cuando el avión propuesto recibió el nombre oficial, de acuerdo con la práctica del Ministerio del Aire de nombrar a los bombarderos en honor a ciudades y pueblos británicos, y con Vickers usando la "W" como letra inicial para indicar los diseños de Barnes Wallis.

### Producción
El gran contrato de producción inicial se consiguió a pesar de la necesidad de resolver los problemas con el motor Centaurus. El motor Double Wasp, con una hélice Hamilton Standard tripala de 4,6 m de diámetro, se convirtió en el motor habitual. Debido al tiempo que tardaban los Double Wasp en llegar a Vickers en Gran Bretaña desde Pratt & Whitney en los Estados Unidos, las demoras fueron inevitables. Durante 1941, el vuelo del segundo prototipo probó una cola modificada para mejorar el manejo. El prototipo estaba equipado con motores y hélices de producción, pero esto reveló problemas con el encendido del motor, que se resolvieron con una bobina de refuerzo revisada. El Warwick fue objeto de un estudio considerable para mantener su relevancia ante las circunstancias rápidamente cambiantes del conflicto, y fue a partir de este proceso que se trabajó hacia una producción estandarizada.
Debido a la persistente escasez de motores y a un cambio de política, sólo se completaron 16 de los 150 bombarderos Warwick planificados. Incluso cuando el primer bombardero estaba casi terminado en Weybridge, el modelo no cubría los requisitos del Estado Mayor del Aire para bombarderos. Se esperaba que los bombarderos llevaran cargas de bombas mucho mayores a mayor distancia, y se tomó la decisión de reequipar el Mando de Bombardeo de la RAF exclusivamente con una nueva generación de bombarderos de cuatro motores. Así como el anterior, y ahora obsoleto, Wellington fue relegado a papeles secundarios, el Warwick fue utilizado para reconocimiento general (patrullas antisubmarinas de largo alcance), rescate aeromarítimo, entrenamiento operativo de tripulaciones y como transporte, donde su obsolescencia no era un problema tan grande.
En enero de 1943 se habían fabricado 57 Warwick Mk.I, cuando se decidió que se utilizarían principalmente como aviones de transporte y de rescate aeromarítimo. A mediados de 1943, un Warwick Mk.I fue modificado para convertirse en el prototipo del Warwick Mk.II, con la principal diferencia siendo la instalación de motores Centaurus IV. Se completaron 219 aviones Warwick Mk.I, y los últimos 95 fueron equipados con motores R-2800-47 de 1500 kW (2000 hp).
En 1942, se recibió un pedido de 14 transportes Warwick, Vickers 456 Warwick C.Mk.I, para British Overseas Airways Corporation (BOAC), un operador civil. Los requisitos operativos eran para el transporte de correo, carga y pasajeros entre Bathurst en Sudáfrica y El Cairo en Egipto, complementando las operaciones de hidrocanoas de BOAC entre Inglaterra y Bathurst. El pedido se cubrió mediante la conversión de B Mk.I, desmontando el equipo militar, cubriendo las aberturas de las torretas artilladas, la agregación de ventanas en la cabina, un piso de carga, depósitos de combustible de largo alcance y apagallamas de escape para vuelos nocturnos.
El Warwick utilizó el modelo de fuselaje geodésico de Barnes Wallis, del que fue pionero el Wellesley. En este sistema, una red de elementos estructurales entrecruzados hechos de duraluminio estaban recubiertos por una tela cableada. La carga se distribuía a lo largo de la estructura, proporcionando una gran redundancia en caso de daños, a expensas de la complejidad de la construcción.

## Historia operacional

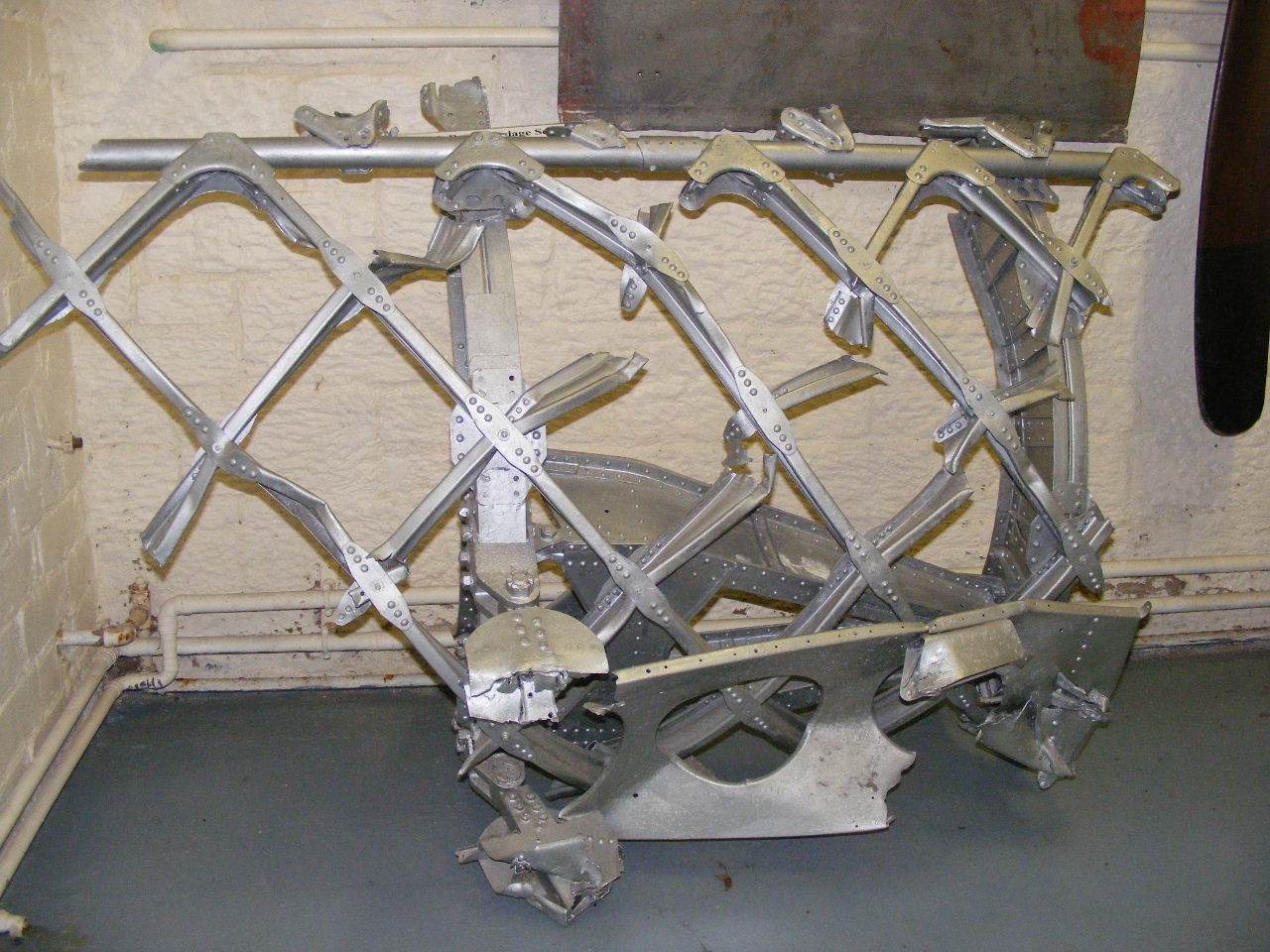
Fuselaje trasero de Warwick que muestra una construcción geodésica de duraluminio.

El primer Warwick B Mk.I de producción fue entregado a la RAF para realizar pruebas en el Aeroplane and Armament Experimental Establishment, Boscombe Down, el 3 de julio de 1942. Este primer avión se perdió cuando los paneles de tela de las alas se desprendieron el 28 de enero de 1942. El segundo Warwick de producción tomó su lugar en las pruebas de vuelo, pero el 18 de febrero de 1943 también resultó destruido por un incendio que comenzó en el motor de estribor.
Sólo se entregaron 16 aviones como bombarderos, ya que en ese momento ya estaban en servicio bombarderos pesados cuatrimotores más capaces, como el Short Stirling y el Handley Page Halifax. Los Warwick que fueron entregados en configuración de bombardero tuvieron poco uso como tales, y en su lugar se utilizaron para investigar varios tipos de equipos y cuestiones técnicas, incluidos equipos de navegación, rendimiento de motor, idoneidad para funciones y botes salvavidas lanzados desde el aire. Pronto quedó claro que el Warwick, con su espacioso fuselaje y su largo alcance, sería muy adecuado para realizar funciones utilitarias. En enero de 1943, el Estado Mayor del Aire decidió que el Warwick serviría como el avión predominante para el transporte y el rescate aeromarítimo.
Las primeras pruebas mostraron que el Warwick tenía poca potencia y graves problemas de manejo, especialmente cuando volaba con un solo motor. Las pruebas de estabilidad y control comenzaron con el tercer Warwick de producción, que ofreció un manejo aceptable durante operaciones con un solo motor cuando fue equipado con una extensión triangular por delante del empenaje. Los Double Wasp instalados en los primeros modelos no eran fiables, mientras que las versiones posteriores equipadas con el motor Centaurus tenían un mejor rendimiento, pero los problemas de manejo nunca se resolvieron por completo.
El Warwick BV243 fue convertido en un transporte para realizar pruebas. Otros 13 Mk.I adicionales fueron convertidos en la línea de producción como transportes C Mk.I para BOAC. Los Warwick de BOAC se utilizaron brevemente en sus servicios en Oriente Medio antes de ser transferidos nuevamente al Mando de Transporte de la RAF en 1944. Se construyeron cien aviones similares para la RAF con el nombre de Warwick C Mk.III, y entró en servicio con el Escuadrón 525 en junio de 1944, con tres escuadrones más operando el modelo. Se utilizaron principalmente en el teatro mediterráneo, ya que la vulnerabilidad de la cubierta de tela a las altas temperaturas y a la humedad detuvo los planes de operar el Warwick en el Lejano Oriente, y permaneció en uso hasta su retirada en 1946.
El resto del primer lote de 250 Warwick fue utilizado por el Mando Costero de la RAF para reconocimiento antisubmarino. A partir de 1943, los Warwick fueron equipados con el bote salvavidas aerotransportado Mk. IA de 770 kg y utilizado para rescate aeromarítimo. El bote salvavidas, diseñado por el navegante Uffa Fox, cargado de suministros y propulsado por dos motores de 3,0 kW (4 hp), era apuntado con una mira de bombas para ser lanzado en paracaídas cerca de la tripulación aérea que había abandonado el avión, desde una altitud de aproximadamente 210 m. A los Warwick se les atribuye el rescate de tripulaciones de una amplia variedad de aeronaves contemporáneas tanto en el Canal de la Mancha como en el Mar del Norte.
Sólo se produjeron 235 ejemplares del pedido de producción de 525 Warwick Mk.V, la mayoría de los cuales fueron directamente almacenados en 1944. A principios de 1945, algunos ejemplares de esta variante almacenada se entregaron al Escuadrón 179, estacionado en RAF St Eval. Cuatro Warwick GR Mk.V se estrellaron durante vuelos de pruebas desde Brooklands durante la primera mitad de 1945. El primero de ellos fue el PN773, que sufrió un fallo de motor al despegar el 2 de enero y fue hábilmente forzado a aterrizar cerca de la iglesia de St Mary en Byfleet, siendo luego reparado y volado nuevamente. Una pala de hélice de este accidente de 1945 sobrevive en la colección del Museo Brooklands. El Warwick Mk.V también fue operado por los escuadrones 17 y 27 de la Fuerza Aérea Sudafricana.

## Variantes

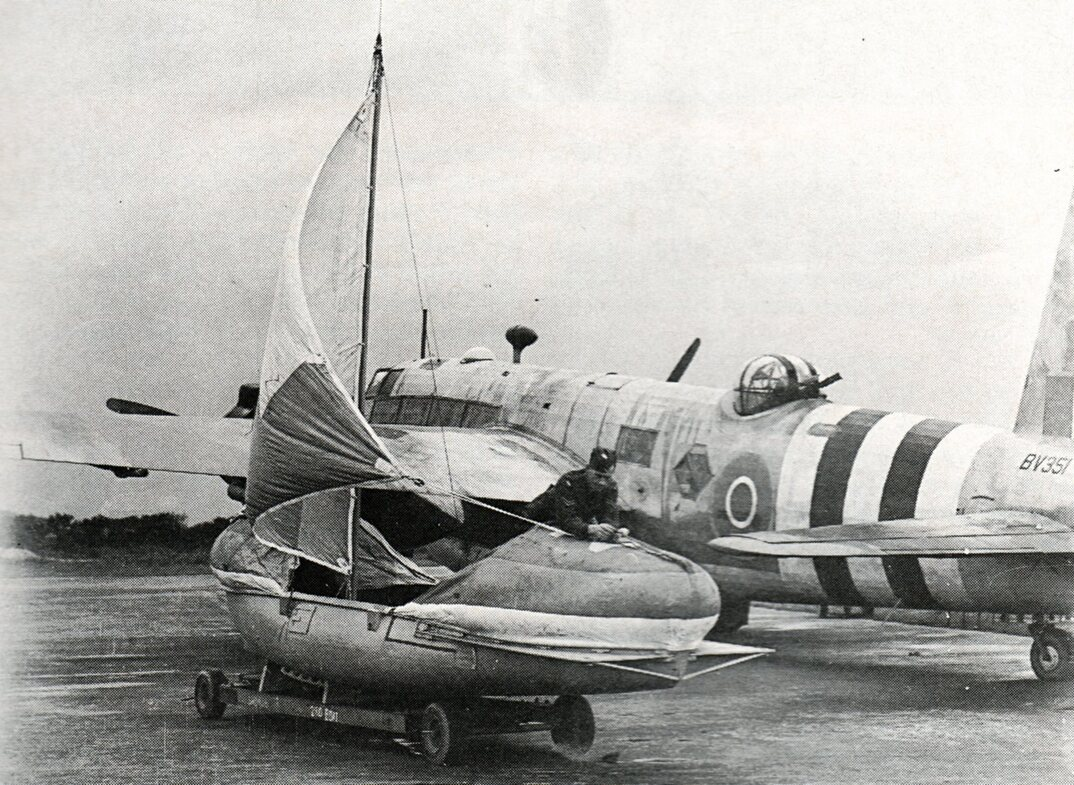
Bote salvavidas aerotransportado frente a un Warwick con bandas de identificación del Día D.

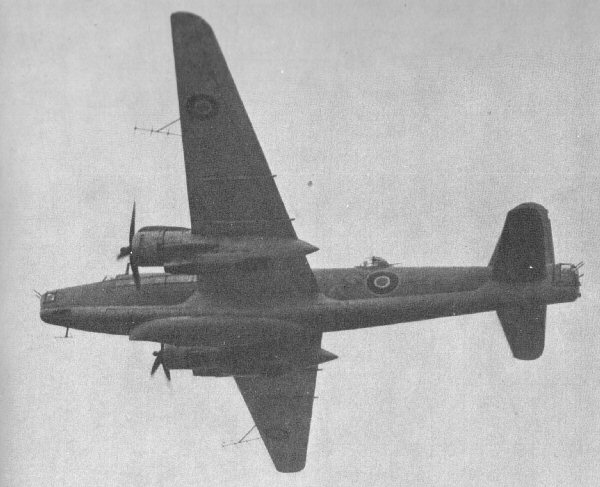
Warwick de rescate aeromarítimo con bote salvavidas aerotransportado debajo del fuselaje.

### Warwick Mark I
Warwick B Mk.I
Bombardero de producción original, de 150 pedidos, sólo se construyeron 16 ejemplares. Se utilizaron para realizar pruebas.
Warwick C Mk.I (Type 456)
Versión de transporte para BOAC, para sus rutas por el Mediterráneo y el norte de África. 14 construidos.
Warwick B/ASR Mk.I
40 aviones convertidos desde bombarderos Warwick B Mk.I para rescate aeromarítimo, podían transportar dos juegos de equipo salvavidas Lindholme.
Warwick ASR (Stage A)
10 aviones convertidos a partir de bombarderos Warwick B Mk.I para rescate aeromarítimo. Podrían transportar un bote salvavidas aerotransportado y dos juegos de equipo salvavidas Lindholme.
Warwick ASR (Stage B)
20 aviones convertidos a partir de bombarderos Warwick B Mk.I como aviones de rescate aeromarítimo, llevando el mismo equipamiento que los Warwick ASR y ASR (Stage A).
Warwick ASR Mk.I (Type 462)
Era un avión de rescate aeromarítimo que llevaba un bote salvavidas aerotransportado, propulsado por dos motores radiales Pratt & Whitney Double Wasp R-2800-S1A4G de 1380 kW (1850 hp). 205 construidos.

### Warwick Mark II
Warwick B Mk.II (Type 413)
Prototipo de bombardero, sólo un ejemplar construido, convertido a partir de un Warwick B Mk.I.
Warwick GR Mk.II (Type 469)
Versión antisubmarina y de reconocimiento general. Estaba equipado para llevar torpedos y bombas. Estaba propulsado por dos motores radiales Bristol Centaurus VI de 1900 kW (2500 hp). 118 construidos.
Warwick GR Mk.II Met
Versión de reconocimiento meteorológico del Warwick GR Mk.II. 14 construidos.

### Warwick Mark III
Warwick C Mk.III (Type 460)
Transporte desarmado. Tenía una extensión de portaequipaje debajo del fuselaje central y el peso normal cargado se elevó hasta los 20 000 kg. Podía transportar 24 soldados o de ocho a diez pasajeros en configuración vip. 100 construidos.

### Warwick Mark V
Warwick GR Mk.V (Type 474)
Avión de reconocimiento general y antisubmarino. Estaba propulsado por dos motores radiales Bristol Centaurus VII, armado con 7 ametralladoras de 7,7 mm y podía transportar 2700 kg de bombas, minas o cargas de profundidad. Se instaló un foco Leigh ventral. La primera salida operacional fue realizada por el Escuadrón 179 el 4 de diciembre de 1944. 210 construidos.

### Warwick Mark VI
Warwick ASR Mk.VI (Type 485)
Versión final de rescate aeromarítimo. El avión estaba propulsado por dos radiales Pratt & Whitney R-2800-2SBG Double Wasp. 94 construidos.

## Operadores

### Militares
Polonia
- Fuerzas aéreas polacas en el exilio en Gran Bretaña[39][40]

 Reino Unido
- Real Fuerza Aérea[41][40]

 Sudáfrica
- Fuerza Aérea Sudafricana[42][40]

### Civiles
Reino Unido
- BOAC[40]

## Especificaciones (Warwick ASR Mk.I)
Referencia datos: Vickers Aircraft since 1908, Vickers-Armstrong Warwick variants

### Características generales
- Tripulación: Seis
- Longitud: 22 m (72,2 ft)
- Envergadura: 29,5 m (96,7 ft)
- Altura: 5,6 m (18,5 ft)
- Superficie alar: 93,5 m² (1006,5 ft²)
- Peso vacío: 12 770 kg (28 145,1 lb)
- Peso máximo al despegue: 20 412 kg (44 988 lb)
- Planta motriz: 2× motor radial de 18 cilindros en dos filas refrigerado por aire Pratt & Whitney R-2800/S.1A4-G "Double Wasp".
  - Potencia: 1380 kW (1903 HP; 1877 CV) cada uno.
- Hélices: 1× Hamilton Standard tripala de paso variable por motor.

### Rendimiento
- Velocidad máxima operativa (Vno): 360 km/h (224 MPH; 194 kt)
- Alcance: 3700 km (1998 nmi; 2299 mi)
- Techo de vuelo: 6600 m (21 654 ft)
- Régimen de ascenso: 3,4 m/s (669 ft/min)

### Armamento
- Ametralladoras: 

  - 8x Browning de 7,7 mm en tres torretas

## Aeronaves relacionadas

### Desarrollos relacionados
- Vickers Wellington

### Aeronaves similares
- Heinkel He 177
- Avro Manchester

### Secuencias de designación
- Secuencia Numérica (interna de Vickers): ← 279 - 281 - 283 - 284 - 285 - 286 - 287 -- 298 - 299 - 400 - 401 - 402 - 403 - 405 - 406-410 - 413 - 414 - 416-419 - 420 - 421 - 422 - 423 - 424 - 426 - 427 - 428-431 - 432 - 433 - 435-443 - 444 - 445 - 446 - 447 -- 453 - 454 - 455 - 456 - 457 - 458 - 459 - 460 - 461 - 462 - 463 - 464 - 465 - 466 - 467 - 469 - 470 - 471 - 473 - 474 - 475 - 478 - 479 - 480 - 481 - 483 - 485- 486 - 487 - 488 -- 604 - 607 - 610 - 611 - 614-618 - 619 - 620-628 →